# Pseudoscopelus scriptus
Pseudoscopelus scriptus és una espècie de peix de la família dels quiasmodòntids i de l'ordre dels perciformes.

## Descripció
El cos, allargat, fa 15,5 cm de llargària màxima. 7-9 espines i 19-22 radis tous a les dues aletes dorsals i 19-22 radis tous a l'anal. Aleta caudal bifurcada. Aletes pectorals amb 12-14 radis tous i pelvianes amb 1 espina i 5 radis tous. Absència d'aleta adiposa. 35-36 vèrtebres (18-19 precaudals). Línia lateral no interrompuda i amb 73-78 escates. Els fotòfors de l'aleta anal no s'estenen fins al nivell de l'anus. La pigmentació a la part interna de la boca se cenyeix a una àrea fosca a la pell que cobreix les regions amb dents dels premaxil·lars i de les mandíbules (en canvi, Pseudoscopelus sagamianus, per exemple, té l'àrea interna de la boca i els arcs branquials de color negre).

## Alimentació
El seu nivell tròfic és de 3.

## Hàbitat i distribució geogràfica
És un peix marí i batipelàgic (els adults entre 250 i 1.370 m de fondària i els joves, fins al voltant de 30 mm de longitud, entre 95 i 590), el qual viu entre 69°N-20°S i 39°W-23°W: l'Atlàntic occidental (des dels Estats Units fins al Brasil, incloent-hi el mar Carib, el golf de Mèxic, la mar dels Sargassos, les illes Bahames, les Bermudes, Puerto Rico, el riu Amazones i, potser també, Surinam) i, possiblement també l'Atlàntic oriental (Nigèria).

## Observacions
És inofensiu per als humans i el seu índex de vulnerabilitat és de baix a moderat (27 de 100).